# Зомбарт, Вернер
Вернер Зомбарт (нем. Werner Sombart; 19 января 1863, Эрмслебен, Провинция Саксония, Пруссия — 18 мая 1941, Берлин, нацистская Германия) — немецкий экономист, социолог и историк, философ культуры. Представитель немецкой исторической школы в экономической теории, классик немецкой социологии.

## Биография
Родился в 1863 году в городе Эрмслебене в кальвинистской семье, ведущей своё происхождение согласно семейному преданию от французских гугенотов. Его отец — Антон Людвиг Зомбарт, землевладелец и промышленник, в 1862 —1893 член прусской палаты депутатов, в 1867—1876 депутат северогерманского и германского рейхстагов, член национал-либеральной партии.
После окончания гимназии из-за проблем с легкими провёл некоторое время в Швейцарии, где встретился со своей будущей женой из немецкой семьи, жившей в Италии.
В 1882—1885 изучал юриспруденцию, экономику и историю в Пизанском, Берлинском и Римском университетах. Написав диссертацию под руководством Густава Шмоллера и Адольфа Вагнера, в 1888 году получил докторскую степень в Берлинском университете. После двух лет службы в Бременской торговой палате в 1890 стал профессором Бреславского университета. С 1906 года профессор в Высшей торговой школе Берлина. С 1917 года профессор  Берлинского университета.
В период Веймарской республики Зомбарт начал склоняться к национализму.
В 1934 г. он опубликовал книгу «Немецкий социализм» («Deutscher Sozialismus»), в которой утверждал, что «новый дух» начинает «править человечеством». Эпоха капитализма и пролетарского социализма закончилась, и на смену пришел «немецкий социализм» (национал-социализм). Этот немецкий социализм ставит «благополучие целого выше благосостояния отдельного человека». Немецкий социализм должен осуществить «тотальную организацию жизни» с «плановой экономикой в соответствии с государственными правилами». Новая правовая система не будет предоставлять отдельным лицам «никаких прав, а только обязанности»; «государство никогда не должно оценивать отдельных лиц как таковых, а только группу, которая представляет этих лиц». Немецкому социализму сопутствует Volksgeist (народный дух), который является не расовым в биологическом смысле, а метафизическим: «немецкий дух в неграх столь же возможен, как и негритянский дух в немце». Противоположностью немецкому духу является еврейский дух, который заключается не в рождении евреем или приверженности к иудаизму, а в капиталистическом духе. Англичане обладают еврейским духом, а «главная задача» немецкого народа и национал-социализма состоит в том, чтобы уничтожить еврейский дух.
В последние годы своей жизни сошёл с научной сцены. Пришедшие к власти нацисты препятствовали распространению его книг, а студентам было запрещено посещать его лекции.

### Личная жизнь
В первом браке у Зомбарта было четыре дочери, в том числе Клара, которая была замужем за Гансом-Герхардом Крейцфельдтом, первооткрывателем болезни Крейтцфельдта — Якоба.
Во втором браке Зомбарт был женат на Корине Леон (1892—1971), дочери румынского профессора университета. Дети от второго брака: сын Николаус, социолог и писатель, и дочь, художница.

## Творчество
Зомбарт — знаток итальянского народного хозяйства, автор социально-экономического этюда: «Die Römische Campagna» (Лпц., 1888), очерка итальянской торговой политики времён объединения Италии (в сборнике: «Die Handelspolitik der wichtigeren Kulturstaaten», I, Лпц., 1892) и многих других ценных монографий в различных изданиях. Основные работы Зомбарта посвящены экономической истории Западной Европы, в особенности возникновению капитализма (Зомбарт собрал при этом весьма обширный фактический материал), проблемам социализма и социальных движений. Испытав в молодости влияние работ Карла Маркса, Зомбарт выделялся среди немецких экономистов-профессоров того времени своими радикальными взглядами на социально-политические вопросы. По выражению одного из основателей австрийской экономической школы О. фон Бём-Баверка: «В лице Вернера Зомбарта Маркс приобрёл недавно столь же горячего, сколь и остроумного апологета, апология которого, впрочем, имеет своеобразный характер, а именно: для того чтобы иметь возможность защищать Маркса, он дал ему сперва новое истолкование». Он предложил деление ментальностей на «естественные» и «экономические». Суть деления примерно та же, что и у Вальтера Шубарта («иоанновский» и «прометеевский» типы), но рассматривается оно под социально-экономическим углом.
Лауреат Нобелевской премии по экономике Ф. фон Хайек отнёс Зомбарта к тем социалистам, которые, выйдя из марксистов, стали предшественниками национал-социализма. В книге «Торгаши и герои» Зомбарт приветствует «Германскую войну», являющеюся, по его мнению, отражением конфликта между коммерческим духом английской цивилизации и героической культурой Германии. Он проповедует презрение к «торгашеству» англичан, которое преследует лишь индивидуальное благополучие в противовес готовности к самопожертвованию немцев. Предназначением индивида, согласно Зомбарту, является принесение себя в жертву высшим ценностям. Война — воплощение героизма, а война против Великобритании — война с коммерческим идеалом, идеалом личной свободы и комфорта, который, согласно Зомбарту, символизируют безопасные бритвы, которые немецкие солдаты находят в захваченных английских окопах.
В. Зомбарт также известен благодаря своей полемике с М. Вебером относительно происхождения и развития капитализма на Западе. Для Зомбарта методологически было важно разделить два источника капитализма, которые могут условно быть названы внешним и внутренним. Вебер, как известно, исходил из поиска условий капитализма внутри западноевропейского региона, что получило оформление в виде известной теории о протестантизме как движущей силе общественной трансформации. Зомбарт, настаивая на роли евреев в становлении капитализма, указывал на внешний фактор. Однако он также понимал недостаточность этого тезиса, поскольку капитализм, в отличие от представителей еврейского этноса, был более четко локализован, и должен был иметь свои уникальные западноевропейские корни. Изменение в положении женщины в западноевропейской культуре и последовавший за этим перевес эгоистической роскоши над альтруистической и становятся внутренним фактором, который дополнил внешний и в итоге привёл к развитию капитализма.
В предреволюционной России работы Зомбарта имели беспрецедентную по сравнению с другими западными экономистами популярность, были изданы переводы более 20 его книг.

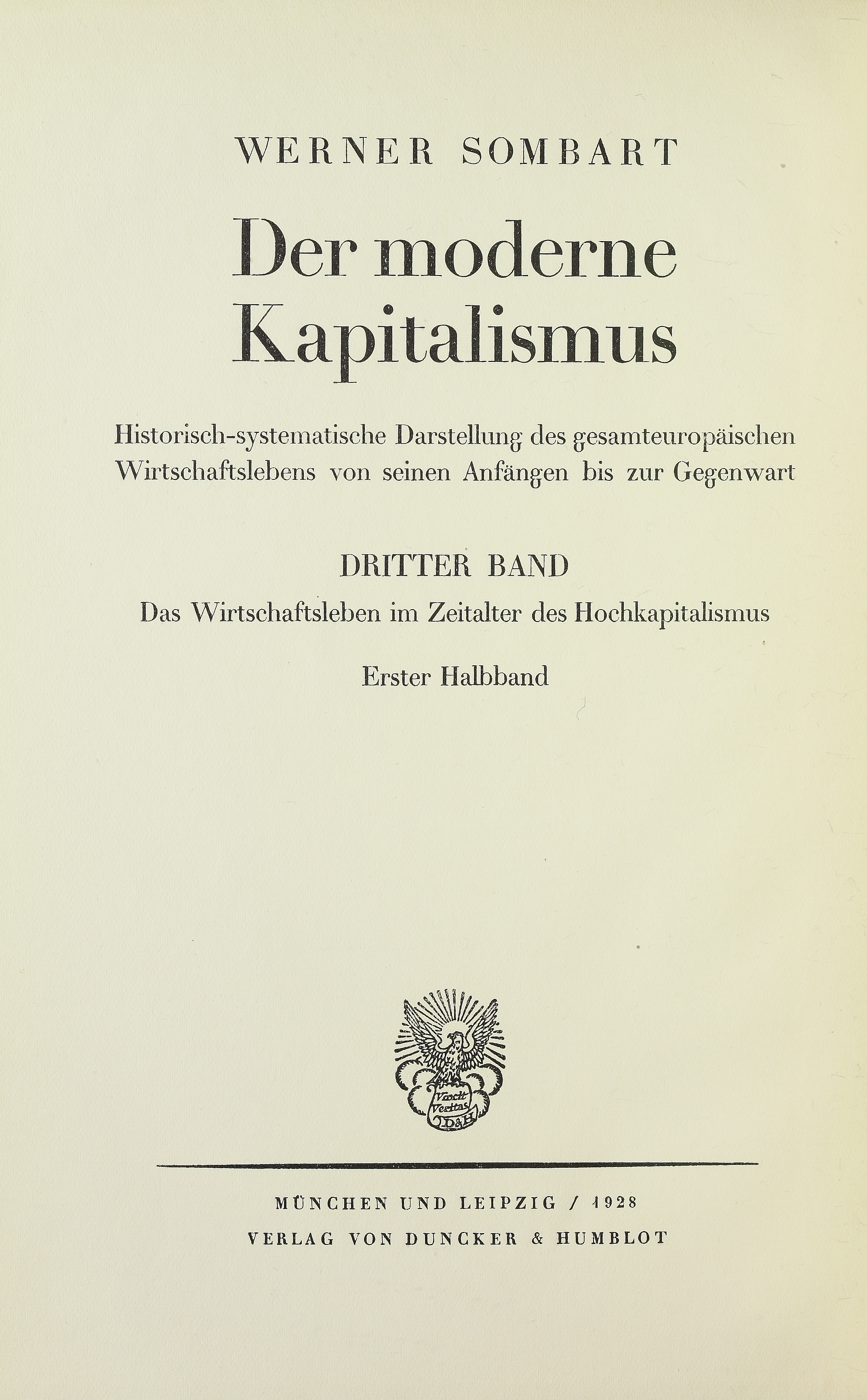
Wirtschaftsleben im Zeitalter des Hochkapitalismus, 1928

## Произведения
- Das Lebenswerk von Karl Marx. — Jena, 1909.
- Studien zur Entwicklungsgeschichte des modernen Kapitalismus. — Bd. I-2. — München — Leipzig, 1913.
- Die Zukunft des Kapitalismus. — Berlin, 1932.
- Deutscher Sozialismus. — Berlin, 1934.
- Noo-Soziologie. — Berlin, 1956

### Издания на русском языке
- Очерки промышленного развития Германии. Германия накануне экономического переворота — СПб., 1900. — 103 с.
- Очерки промышленного развития Германии. Проникновение промышленного капитализма в область докапиталистического ремесла — СПб., 1901. — 319 с.
- Социализм и социальное движение в XIX столетии. - СПб, 1902.
- Художественная промышленность и культура. - СПб,
- Идеалы социальной политики. — СПб, 1906.
- Социализм и социальное движение — СПб., 1906. — 174 с.
- Промышленный рабочий вопрос — СПб., А. С. Суворин, 1906. — 186 с
- Путеводитель по социалистической литературе — СПб., 1906. — 16 с.
- Будущность еврейского народа. Перевод Х. И. Гринберга. Одесса: Типография А. М. Швейцера, 1912.
- Фридрих Энгельс (1824-1895 г.г.) —- Петроград : издание Петроградского Совета Рабочих и Красноармейских Депутатов, 1918. — 48 с.
- Современный капитализм, т. 1—2. — М., 1903-05; т. 3. — М.—Л., 1930 (т. 1, 2 изд. - М. - Л., 1931)
- Буржуа. - М., 1924.
- Народное хозяйство в Германии в XIX и в начале XX в. - М., 1924.
- Зомбарт В. Евреи и хозяйственная жизнь. - СПб.: Книгоиздательство «Разум», 1912.
- Зомбарт В. Буржуа: Этюды по истории духовного развития современного экономического человека / Пер. с нем.; изд. подгот. Ю. Н. Давыдов, В. В. Сапов. — М.: Наука, 1994.
- Зомбарт В. Социология / Пер. с нем. И. Д. Маркусона. - М.: УРСС, 2003.
- Зомбарт В. Буржуа: этюды по истории духовного развития современного экономического человека; Евреи и хозяйственная жизнь / Пер. с нем. - М.: Айрис-пресс, 2004.
- Зомбарт В. Избранные работы / Пер. с нем. - М.: Территория будущего, 2005.
- Зомбарт В. Собрание сочинений: В 3 т. - СПб.: Владимир Даль, 2005.
- Зомбарт В. Роль евреев в развитии капитализма.